# Mamy cię!
Mamy cię! – polski telewizyjny program rozrywkowy oparty na kanadyjskim formacie Surprise Sur Prise emitowany w latach 2004–2005 i 2015 na antenie TVN. Pierwszą odsłonę programu prowadził Szymon Majewski, a drugą duet Marcin Prokop i Szymon Hołownia. Idea programu polegała na wyreżyserowanym wplątywaniu znanych ludzi w zabawne i niecodzienne sytuacje, które są filmowane ukrytymi kamerami.

## Emisja
| Seria            | Seria | Odcinki    | Odcinki    | Sezon       | Pierwszy odcinek | Ostatni odcinek | Pora emisji                                           |
| ---------------- | ----- | ---------- | ---------- | ----------- | ---------------- | --------------- | ----------------------------------------------------- |
| Pierwsza odsłona |       |            |            |             |                  |                 |                                                       |
| 1.               | 1.    | 1–16 (16)  | 1–16 (16)  | wiosna 2004 | 2 marca 2004     | 15 czerwca 2004 | wtorek 20.40                                          |
| 2.               | 2.    | 17–31 (15) | 17–31 (15) | jesień 2004 | 5 września 2004  | 19 grudnia 2004 | niedziela 20.00                                       |
| 3.               | 3.    | 32–45 (14) | 32–45 (14) | wiosna 2005 | 1 marca 2005     | 19 czerwca 2005 | wtorek 21.30 (odc. 1–12) niedziela 20.00 (odc. 13–14) |
| Druga odsłona    |       |            |            |             |                  |                 |                                                       |
| 4.               | 1.    | 46–58 (13) | 1–13 (13)  | wiosna 2015 | 1 marca 2015     | 24 maja 2015    | niedziela 20.00                                       |

Ponadto 27 czerwca i 20 grudnia 2004 roku, po zakończeniu odpowiednio pierwszej i drugiej serii programu, nadano odcinki specjalne z montażem kilku wybranych gagów minionej serii.

## Spis odcinków i gości

### Lista zasadniczych odcinków programu
| Nr odc.                      | Nr odc. | Data pierwszej emisji | Pierwsza wkręcona osoba          | Druga wkręcona osoba                                   | Trzecia wkręcona osoba          |
| ---------------------------- | ------- | --------------------- | -------------------------------- | ------------------------------------------------------ | ------------------------------- |
| Pierwsza odsłona (2004–2005) |         |                       |                                  |                                                        |                                 |
| Seria 1. (wiosna 2004)       |         |                       |                                  |                                                        |                                 |
| 1                            | 1       | 2 marca 2004          | Jan Wieczorkowski                | Ryszard Kalisz                                         | Stefan Friedmann                |
| 2                            | 2       | 9 marca 2004          | Bogusław Linda                   | Justyna Pochanke                                       | Janusz Korwin-Mikke             |
| 3                            | 3       | 16 marca 2004         | Małgorzata Potocka               | Daniel Olbrychski                                      | Joanna Kurowska                 |
| 4                            | 4       | 23 marca 2004         | Piotr Świerczewski               | Anna Przybylska                                        | Stanisław Sojka                 |
| 5                            | 5       | 30 marca 2004         | Beata Tyszkiewicz                | Hanna Śleszyńska                                       | Zbigniew Wodecki                |
| 6                            | 6       | 6 kwietnia 2004       | Artur Barciś                     | Małgorzata Walewska                                    | Krzysztof Skiba                 |
| 7                            | 7       | 13 kwietnia 2004      | Grażyna Bukowska                 | Wiktor Zborowski                                       | Muniek Staszczyk                |
| 8                            | 8       | 20 kwietnia 2004      | Steffen Möller                   | Olga Borys                                             | Izabella Sierakowska            |
| 9                            | 9       | 27 kwietnia 2004      | Małgorzata Ostrowska-Królikowska | Małgorzata Ostrowska                                   | Paweł Deląg                     |
| 10                           | 10      | 4 maja 2004           | Urszula Dudziak                  | Olga Bończyk                                           | Bogusław Kaczyński              |
| 11                           | 11      | 11 maja 2004          | Małgorzata Zawadzka              | Michał Milowicz                                        | Jerzy Dudek                     |
| 12                           | 12      | 18 maja 2004          | Agnieszka Dygant                 | Monika Olejnik                                         | Tatiana Okupnik                 |
| 13                           | 13      | 25 maja 2004          | Agnieszka Włodarczyk             | Hanka Bielicka                                         | Grzegorz Markowski              |
| 14                           | 14      | 1 czerwca 2004        | Magdalena Stużyńska              | Izabela Trojanowska                                    | Andrzej Nejman                  |
| 15                           | 15      | 8 czerwca 2004        | Anna Seniuk                      | Grażyna Wolszczak                                      | Tomasz Stockinger               |
| 16                           | 16      | 15 czerwca 2004       | Dominika Ostałowska              | Agnieszka Chylińska                                    | Michał Wiśniewski               |
| Seria 2. (jesień 2004)       |         |                       |                                  |                                                        |                                 |
| 17                           | 1       | 5 września 2004       | Leonard Pietraszak               | Anita Werner                                           | Beata Chmielowska-Olech         |
| 18                           | 2       | 11 września 2004      | Agnieszka Kotulanka              | Marcin Wrona                                           | Łukasz Golec                    |
| 19                           | 3       | 19 września 2004      | Marek Borowski                   | Reni Jusis                                             | Jolanta Fraszyńska              |
| 20                           | 4       | 26 września 2004      | Renata Gabryjelska               | Zygmunt Chajzer                                        | Anna Powierza                   |
| 21                           | 5       | 3 października 2004   | Tomasz Kucharski                 | Tomasz Schimscheiner                                   | Sylwia Gruchała                 |
| 22                           | 6       | 10 października 2004  | Ewa Kasprzyk                     | Jolanta Fajkowska                                      | Joanna Koroniewska              |
| 23                           | 7       | 17 października 2004  | Emilia Krakowska                 | Justyna Steczkowska                                    | Otylia Jędrzejczak              |
| 24                           | 8       | 31 października 2004  | Ewelina Flinta                   | Katarzyna Bujakiewicz                                  | Matylda Damięcka                |
| 25                           | 9       | 7 listopada 2004      | Katarzyna Cichopek               | Anita Lipnicka                                         | Dorota „Doda” Rabczewska        |
| 26                           | 10      | 14 listopada 2004     | Edyta Jungowska                  | Piotr Adamczyk                                         | Maciej Zakościelny              |
| 27                           | 11      | 21 listopada 2004     | Marek Perepeczko                 | Jakub Wesołowski                                       | Aleksandra Woźniak              |
| 28                           | 12      | 28 listopada 2004     | Rafał Mroczek                    | Anna Korcz                                             | Paolo Cozza                     |
| 29                           | 13      | 5 grudnia 2004        | Kayah                            | Tomasz Nałęcz                                          | Małgorzata Lewińska             |
| 30                           | 14      | 12 grudnia 2004       | Dorota Stalińska                 | Krystyna Czubówna                                      | Magdalena Wójcik                |
| 31                           | 15      | 19 grudnia 2004       | Olaf Lubaszenko                  | Marek Siudym                                           | Magdalena Walach                |
| Seria 3. (wiosna 2005)       |         |                       |                                  |                                                        |                                 |
| 32                           | 1       | 1 marca 2005          | Barbara Bursztynowicz            | Grażyna Szapołowska                                    | Tomasz Kot                      |
| 33                           | 2       | 8 marca 2005          | Maria Pakulnis                   | Tomasz Dedek                                           | Krzysztof Hołowczyc             |
| 34                           | 3       | 15 marca 2005         | Małgorzata Rożniatowska          | Robert Gonera                                          | Andrzej Sołtysik                |
| 35                           | 4       | 22 marca 2005         | Borys Szyc                       | Katarzyna Dowbor                                       | Mateusz Damięcki                |
| 36                           | 5       | 29 marca 2005         | Krzysztof Ibisz                  | Bożena Dykiel                                          | Danuta Waniek                   |
| 37                           | 6       | 12 kwietnia 2005      | Jolanta Pieńkowska               | Joanna Trzepiecińska                                   | Krzysztof Cugowski              |
| 38                           | 7       | 19 kwietnia 2005      | Ewa Wiśniewska                   | Anna Samusionek                                        | Andrzej Piaseczny               |
| 39                           | 8       | 26 kwietnia 2005      | Radosław Majdan                  | Małgorzata Pieńkowska                                  | Rafał Królikowski               |
| 40                           | 9       | 10 maja 2005          | Katarzyna Kolenda-Zaleska        | Edyta Górniak                                          | Anna Mucha                      |
| 41                           | 10      | 17 maja 2005          | Joanna Liszowska                 | Ireneusz Bieleninik                                    | Marek Włodarczyk                |
| 42                           | 11      | 24 maja 2005          | Dariusz Michalczewski            | Maryla Rodowicz                                        | Tomasz Zubilewicz               |
| 43                           | 12      | 31 maja 2005          | Jerzy Kryszak                    | Witold Paszt                                           | Andrzej Grabowski               |
| 44                           | 13      | 12 czerwca 2005       | Bartosz Obuchowicz               | Kevin Aiston                                           | Andrzej Krzywy                  |
| 45                           | 14      | 19 czerwca 2005       | Helena Vondráčková               | Dorota Kamińska                                        | Szymon Majewski                 |
| Druga odsłona (2015)         |         |                       |                                  |                                                        |                                 |
| 46                           | 1       | 1 marca 2015          | Dorota Gardias                   | Karolina Szostak                                       | Marcin Meller                   |
| 47                           | 2       | 8 marca 2015          | Robert Kudelski                  | Rafał Brzozowski                                       | Barbara Kurdej-Szatan           |
| 48                           | 3       | 15 marca 2015         | Antoni Pawlicki                  | Omenaa Mensah                                          | Dawid Podsiadło i Rafał Maserak |
| 49                           | 4       | 22 marca 2015         | Michał Jurecki                   | Joanna Jabłczyńska                                     | Antoni Królikowski              |
| 50                           | 5       | 29 marca 2015         | Krzysztof Rutkowski              | Tomasz Niecik                                          | Karolina Korwin Piotrowska      |
| 51                           | 6       | 5 kwietnia 2015       | Artur Chamski                    | Feel                                                   | Magdalena Boczarska             |
| 52                           | 7       | 12 kwietnia 2015      | Norbi                            | Marcelina Zawadzka                                     | Agustin Egurrola                |
| 53                           | 8       | 19 kwietnia 2015      | Agata Młynarska                  | Katarzyna Glinka                                       | Aleksandra Szwed                |
| 54                           | 9       | 26 kwietnia 2015      | Dawid Kwiatkowski                | Krzysztof „Diablo” Włodarczyk                          | Tomasz Ciachorowski             |
| 55                           | 10      | 3 maja 2015           | Filip Chajzer                    | Honorata Skarbek                                       | Marieta Żukowska                |
| 56                           | 11      | 10 maja 2015          | Joanna Kurowska                  | Osi Ugonoh                                             | Przemysław Saleta               |
| 57                           | 12      | 17 maja 2015          | Sambor Czarnota                  | Adam Zdrójkowski i Mateusz Pawłowski oraz Edyta Herbuś | Mikołaj Krawczyk                |
| 58                           | 13      | 24 maja 2015          | Magda Gessler                    | Rafał Zawierucha                                       | Marek Kaliszuk                  |

### Wydania z montażem wybranych gagów
| Data pierwszej emisji | Pierwszy gag        | Drugi gag                | Trzeci gag           | Czwarty gag        | Piąty gag      | Szósty gag      | Siódmy gag       | Ósmy gag         | Dziewiąty gag   |
| --------------------- | ------------------- | ------------------------ | -------------------- | ------------------ | -------------- | --------------- | ---------------- | ---------------- | --------------- |
| 27 czerwca 2004       | Jan Wieczorkowski   | Artur Barciś             | Małgorzata Ostrowska | Olga Bończyk       | Andrzej Nejman | Joanna Kurowska | Grażyna Bukowska | Muniek Staszczyk | Anna Przybylska |
| 20 grudnia 2004       | Agnieszka Kotulanka | Dorota „Doda” Rabczewska | Łukasz Golec         | Aleksandra Woźniak | —              | —               | —                | —                | —               |

Dodatkowo w programie z grudnia pokazano kulisy kręcenia gagów.

### Gagi udostępnione poza anteną telewizyjną
Po emisji drugiej odsłony programu na jego stronie internetowej udostępniono dodatkowe gagi, których nie pokazano w telewizji: 31 maja 2015 z Majką Jeżowską i 7 czerwca 2015 z Maciejem Musiałem.

## Oglądalność
Średnia oglądalność pierwszej serii programu, nadawanej wiosną 2004 roku, wyniosła 2,361 mln widzów, co przełożyło się na 15,1% udziału nadawcy w paśmie (SHR). Pierwsze siedem odcinków drugiej serii programu, nadawanej jesienią 2004 roku, oglądało średnio 2,746 mln widzów (SHR: 17,2%).
Średnia oglądalność pierwszego odcinka wznowionej odsłony programu, nadanego 1 marca 2015 roku, wyniosła 3,16 mln widzów (SHR: 18,1%), drugiego odcinka – 2,73 mln widzów (SHR: 15,7%), trzeciego – 2,08 mln (SHR: 11,75%), czwartego – 2,13 mln (SHR: 12,0%); kolejne wydania osiągały słabsze notowania.